# عدد ابرحقیقی

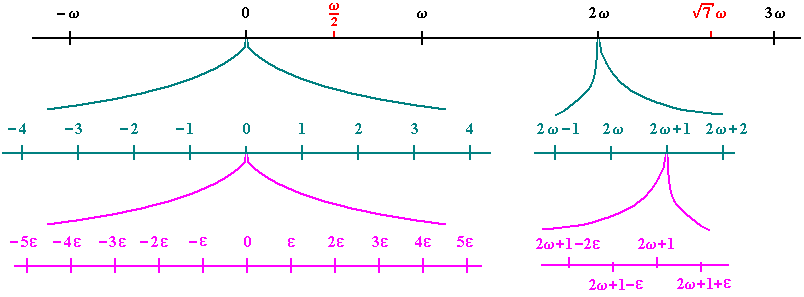
بی‌نهایت کوچک‌ها(ε) و بی‌نهایت‌ها (ω) روی محور اعداد ابرحقیقی (ε = وارون ضربی ω)

سیستم اعداد ابرحقیقی (نماد: R* و به انگلیسی: Hyperreal number) یک راه رفتار با کمیت‌های بی‌نهایت بزرگ و کوچک است. اعداد ابرحقیقی یا حقیقی‌های غیر استاندارد یک توسعه اعداد حقیقی هستند که شامل اعدادی بزرگتر از هرچیز به قالب
{\displaystyle 1+1+\cdots +1} (برای هر تعداد متناهی از جملات) می‌باشند.
عدد ابرحقیقی {\displaystyle x} متناهی است، اگر و تنها اگر به ازای هر {\displaystyle n} ، {\displaystyle |x|<n}. همچنین، {\displaystyle x} بینهایت کوچک است، اگر و تنها اگر به ازای هر {\displaystyle n} ، {\displaystyle |x|<1/n}. قوانین منطق مرتبه اول در مجموعه اعداد حقیقی {\displaystyle \mathbb {R} } برای {\displaystyle \mathbb {R*} } نیز صادق است. به عنوان مثال، خاصیت جابجایی جمع {\displaystyle x+y=y+x} برای مجموعه اعداد ابرحقیقی نیز برقرار می باشد.
چنین اعدادی بی‌نهایت و وارون ضربی آنها بی‌نهایت کوچک هستند. اصطلاح «ابرحقیقی» توسط ادوین هیویت در سال ۱۹۴۸ معرفی شد.